# Diccionario biográfico universal de mujeres célebres
El Diccionario biográfico universal de mujeres célebres es un diccionario biográfico del periodista español Vicente Díez Canseco, publicado por primera vez en una edición de tres volúmenes entre 1844 y 1845.

## Descripción
| «Si deseamos que las mujeres sean virtuosas, si las queremos instruidas, si tienen derecho á las acciones heróicas, ¿cuál seria el que nos asistiese para negarles un justo elogio, la estimacion pública mientras viven, y un glorioso recuerdo cuando dejan de existir?» —Díez Canseco, en una nota adjunta al texto, titulada «Advertencia del redactor» |

La obra, subtitulada «compendio de la vida de todas las mujeres que han adquirido celebridad en las naciones antiguas y modernas, desde los tiempos mas remotos hasta nuestros dias», nació del objetivo de Vicente Díez Canseco de ofrecer «el mayor número posible de artículos biográficos, escritos ademas con bastante extension». Se publicó entre 1844 y 1845 en tres tomos, que salieron de la imprenta de José Félix Palacios, sita en Madrid. El diccionario llega a cerca de dos mil páginas entre los tres tomos: comienza en las primeras del primer tomo con Aba, hija de Jenófanes, y concluye con «Zyb» en las postreras del último, antes del índice.
El autor define el diccionario así: «No es un panegírico interesado ni una censura arbitraria, sino la verdadera historia de la mujer en todos los pueblos, en todas las épocas». Advierte, además, de que la longitud de cada noticia biográfica va en consonancia con la relevancia de la biografiada, salvo en aquellos casos en los que no se dispusiera de más información. Para más señas sobre los contenidos, apunta lo siguiente:

«Contiene las biografías de las santas y mártires mas célebres, con expresion del dia de su fiesta; de las reinas y princesas, ilustres por sus grandes hechos y sabiduría de su gobierno, ó de fatal recordacion por sus maldades; de las mujeres que han adquirido el nombre de heroinas por su valor cívico ó militar; de las sabias y escritoras, con indicacion de sus opiniones y sistemas, de sus obras y de las mejores ediciones y traducciones que de ellas se hayan hecho; de las artistas célebres; y en fin, las de todas aquellas que merezcan una mencion en la historia política, social y artística de todas las naciones, por sus talentos, valor, desgracias, virtudes ó vicios»
Diccionario biográfico universal de mujeres célebres